# Severoatlantský proud

Mapa znázorňující mořské proudy na Zemi.

Severoatlantský proud je teplý oceánský proud, který je někdy považován za součást Golfského proudu  (jeho evropskou větev), protože je jeho pokračováním. Golfský proud se přibližně na 40° s. š. a 30° z. d. se rozděluje na dvě větve – Severoatlantský proud a jižní větev, která se obrací k západnímu pobřeží Afriky a zde pokračuje jako Kanárský proud. Severoatlantský proud pokračuje na sever podél pobřeží severozápadní Evropy, kde to má značný vliv na místní klima. Zmírňuje v západní Evropě zimy, obzvláště pak na severu. Ty jsou tak teplejší než na jiných místech Země se stejnou zeměpisnou šířkou.
Bylo publikováno podezření, že stejně jako na Golfský proud, má i na Severoatlantský proud vliv globální oteplování, které ho zpomaluje.
Severoatlantský proud se na severu rozděluje na Norský a Irmingerův proud. 